# NGC 1776
NGC 1776 is een open sterrenhoop in het sterrenbeeld Goudvis. Het hemelobject werd op 3 januari 1837 ontdekt door de Britse astronoom John Herschel.

## Synoniemen
- ESO 85-SC28